# Ribnica (pritoka Bosne)
Ribnica je desna pritoka Bosne koja teče zapadno od Kaknja. Reka je duga 20 km. U donjem toku formira akumulaciju Mlado jezero.